# Sjöfartsmuseet Akvariet

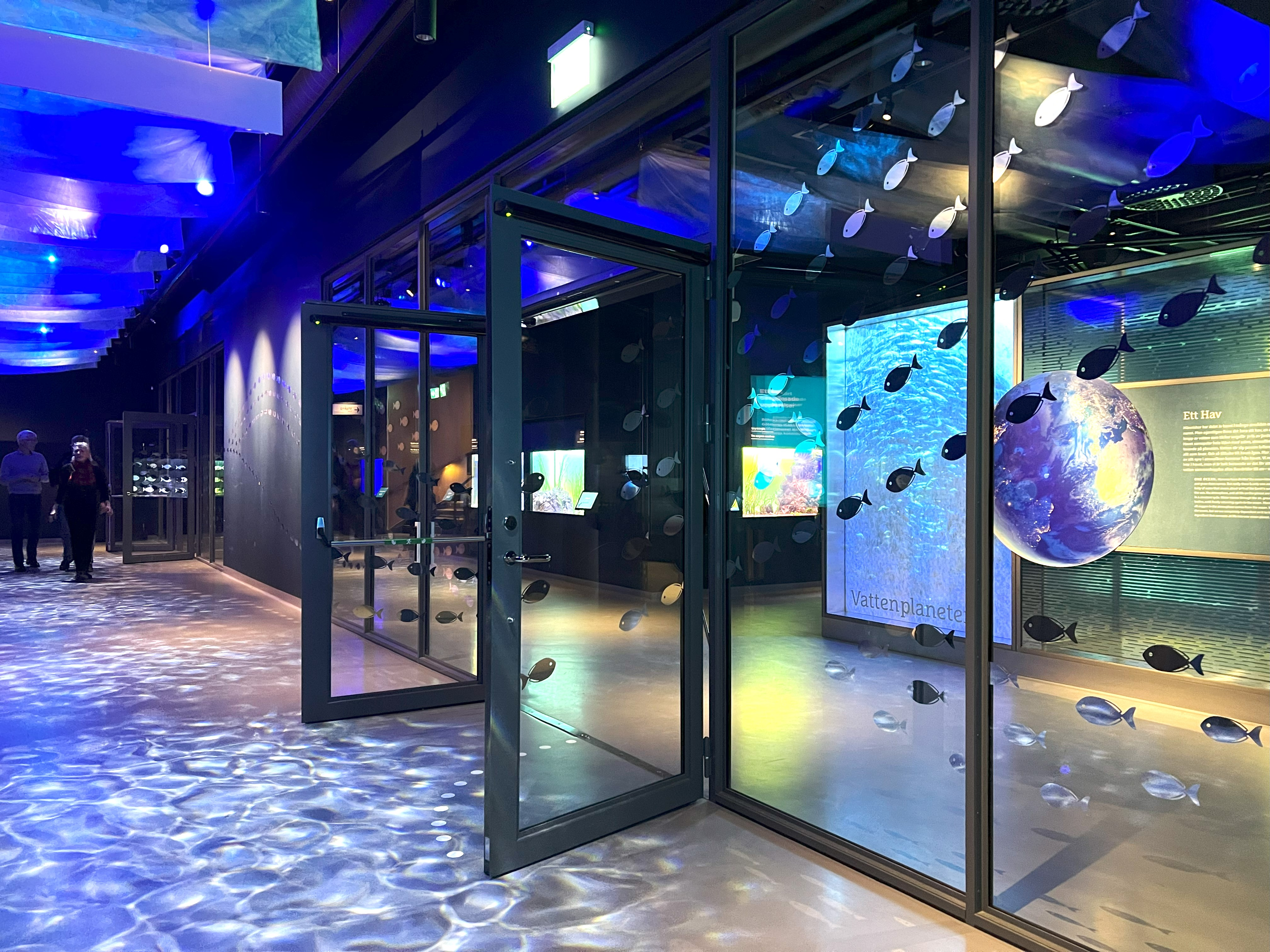
Entrén till museets underjordiska akvariehall.

Sjöfartsmuseet Akvariet, ursprungligen bara Sjöfartsmuseet, i Göteborg ligger i Gamla Varvsparken vid Stigbergstorget i 3:e kvarteret Bläsan i Majorna. Bredvid museet reser sig Sjömanstornet. Museets fastighet – med beteckningen Majorna 403:3 – ägs och förvaltas sedan den 13 januari 2017 av Higab. Under perioden 17 september 2018 till 9 december 2022 var museet stängt för om- och tillbyggnad. Det öppnade på nytt 10 december 2022 med ny akvariebyggnad under mark, nya utställningar och ny entré vänd mot Karl Johansgatan.
Sveriges Museer och Svenska ICOM har tilldelat Sjöfartsmuseet Akvariet utmärkelsen Årets museum 2024.

## Historik
Sjöfartsmuseet grundades av Nautiska föreningen i Göteborg 1912 och initierades av skeppsredaren Werner Lundqvist. I hyrda lokaler vid Skeppsbron - de disponerades av Lundqvist - startade verksamheten 1913. Här blev man till 1923, då samlingarna flyttades till Göteborgs jubileumsutställning och blev grundstomme till den stora Sjöfartsavdelningen. Samlingarna magasinerades efter utställningens slut fram till 1925, då tillfälliga utställningslokaler hyrdes i Sveriges Redareförenings fastighet vid Kungsportsavenyen 1. När jubileumsutställningen avslutades 1923, köpte museet det akvarium, som funnits på sjöfartsavdelningen. Samtidigt skänkte Göteborgs stad 445 000 kronor till museet för olika inköp.
Föreningen Göteborgs Sjöfartsmuseum bildades 1917, och på föreningens konstituerande sammanträde den 8 augusti detta år fick man besked om den första donationen. Werner Lundqvist hade till Göteborgs stad donerat 100 000 kronor till en fond, kallad "Göteborgs Sjöfartsmuseums Byggnads- och underhållsfond". Avkastningen skulle användas till underhåll och utökning av museets samlingar eller till en eventuell byggnad för museet. Dess förste ordförande blev skeppsredare Dan Broström. Den 12 september 1918 donerade det Broström-kontrollerade Ångfartygs AB Tirfing 1 miljon kronor till uppförandet av en museibyggnad. Förbehållen var bland andra att beloppet under namnet "Broströmska donationen" skulle förvaltas av en särskild styrelse och användas för uppförandet och underhållet av ett sjöfartsmuseum. 
Ett önskemål var att staden kostnadsfritt skulle upplåta en tomt för ändamålet i Gamla Varvsparken, vilket omgående godkändes av Göteborgs stadsfullmäktige. Dessutom hade Broström personligen genom ett donationsbrev av den 8 maj 1923 till Göteborgs stad överlämnat 300 000 kronor som gåva att förvaltas av staden under namnet "Dan Broströms donation vid Göteborgs 300-årsjubileum". Donationens årliga avkastning skulle, sedan en tiondedel av avkastningen lagts till kapitalet, fördelas lika mellan styrelsen för Göteborgs högskola och styrelsen för Sjöfartsmuseet. Ann-Ida Broström överlämnade som gåva den 1 februari 1930 till Göteborgs stad 100 000 kronor att under namnet "Dan Broströms minnesfond för sjöfartsteknisk forskning" förvaltas av styrelsen för Sjöfartsmuseet. Sedan en tiondedel av avkastningen lagts till kapitalet, skulle styrelsen fritt kunna bestämma angående återstoden av fondens årliga avkastning.
En arkitekttävling kunde utlysas 1922. När Dan Broström omkom i en bilolycka 1925, skrinlades planerna på ett museum.
Arkitekt Karl M Bengtson presenterade dock ett omarbetat förslag 1928, vilket antogs. Museet uppfördes därefter 1931–33 och invigdes den 14 juli 1933 av kung Gustaf V. Grundstenen hade lagts den 4 februari 1931 av Ann-Ida Broström. Samtidigt invigdes en minnesvård över sjökrigens offer, Sjömanstornet. I parken avtäcktes en byst av Dan Broström, utförd av skulptören Erik Rafael-Rådberg. 1937 avtäcktes Pennsylvaniamonumentet i parken som ett minne av den svenska kolonin Nya Sverige.
År 1976 träffades ett avtal med Göteborgs kommun, innebärande att museet fick ett dubbelt huvudmannaskap; staden ansvarar för museiverksamheten och Stiftelsen Styrelsen för Göteborgs Sjöfartsmuseum tar hand om förvaltning av byggnaden, med mera. Stiftelsen finansierade 2009–10 tillsammans med Göteborgs kulturnämnd en ombyggnad av den tredje våningen, som stod klar 2011. Man fick då ny ventilation och nya basutställningar, pedagogstudio samt lekrum.

## Utställningarna
Sjöfartsmuseets utställningar handlar om hav, sjöfart och fiske, både historiskt och tekniskt. 

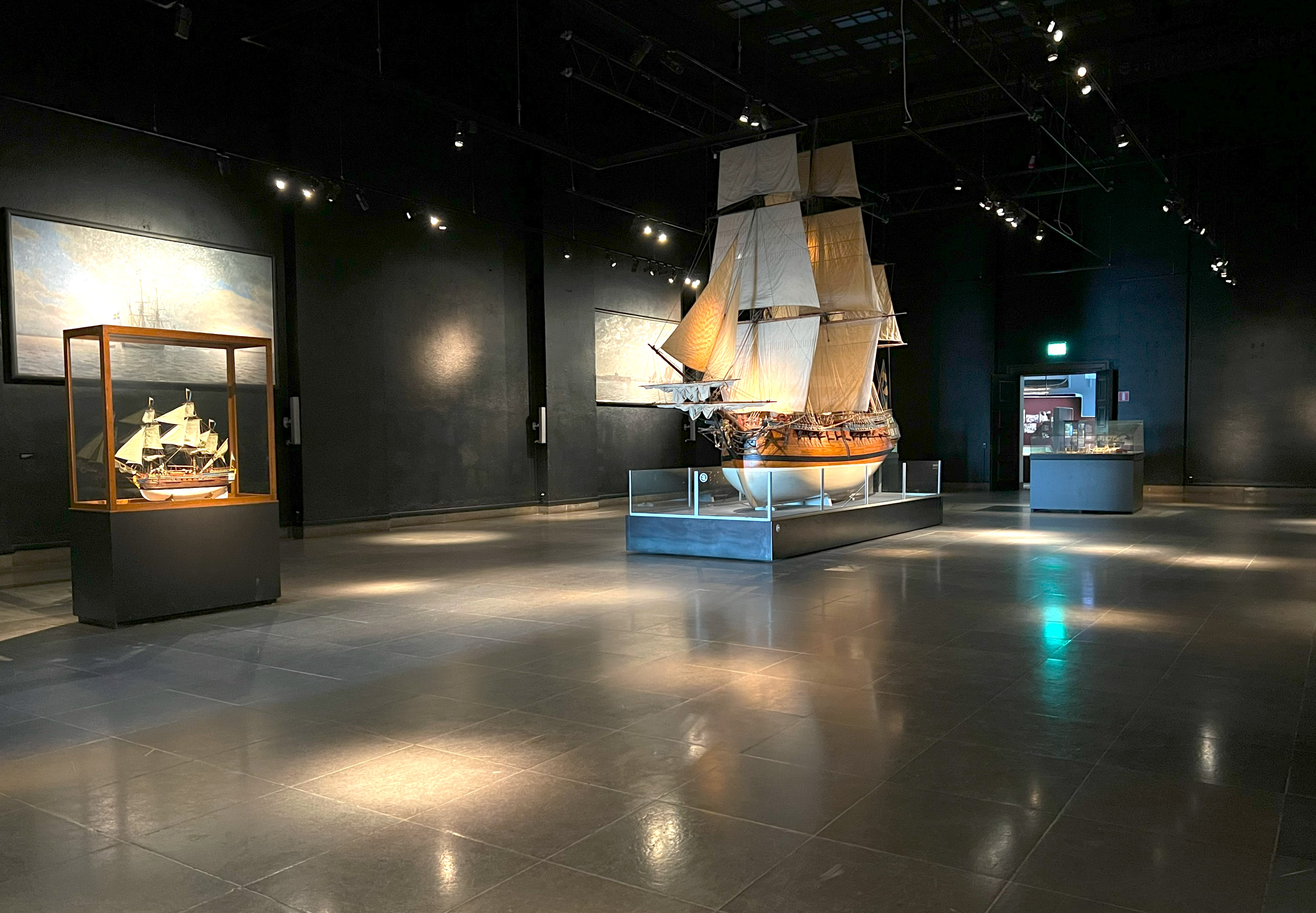
Minneshallen med en modell av Ostindiefararen Finland i mitten, den största av museets fartygsmodeller, byggd av Sverres Varv & Mek. Verkstad.
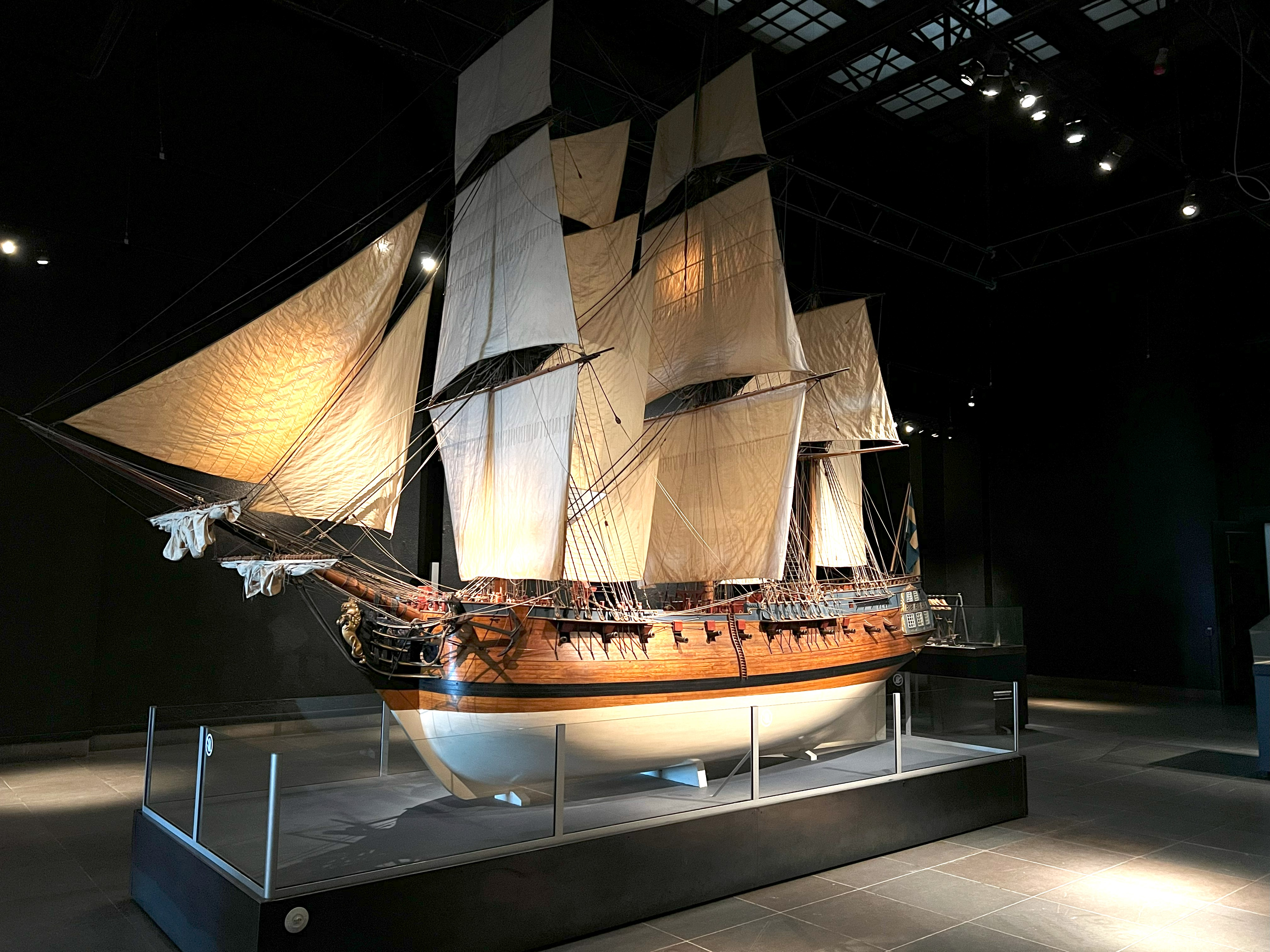
Modell av Ostindiefararen Finland, i skala 1:12, 3.86 meter lång.
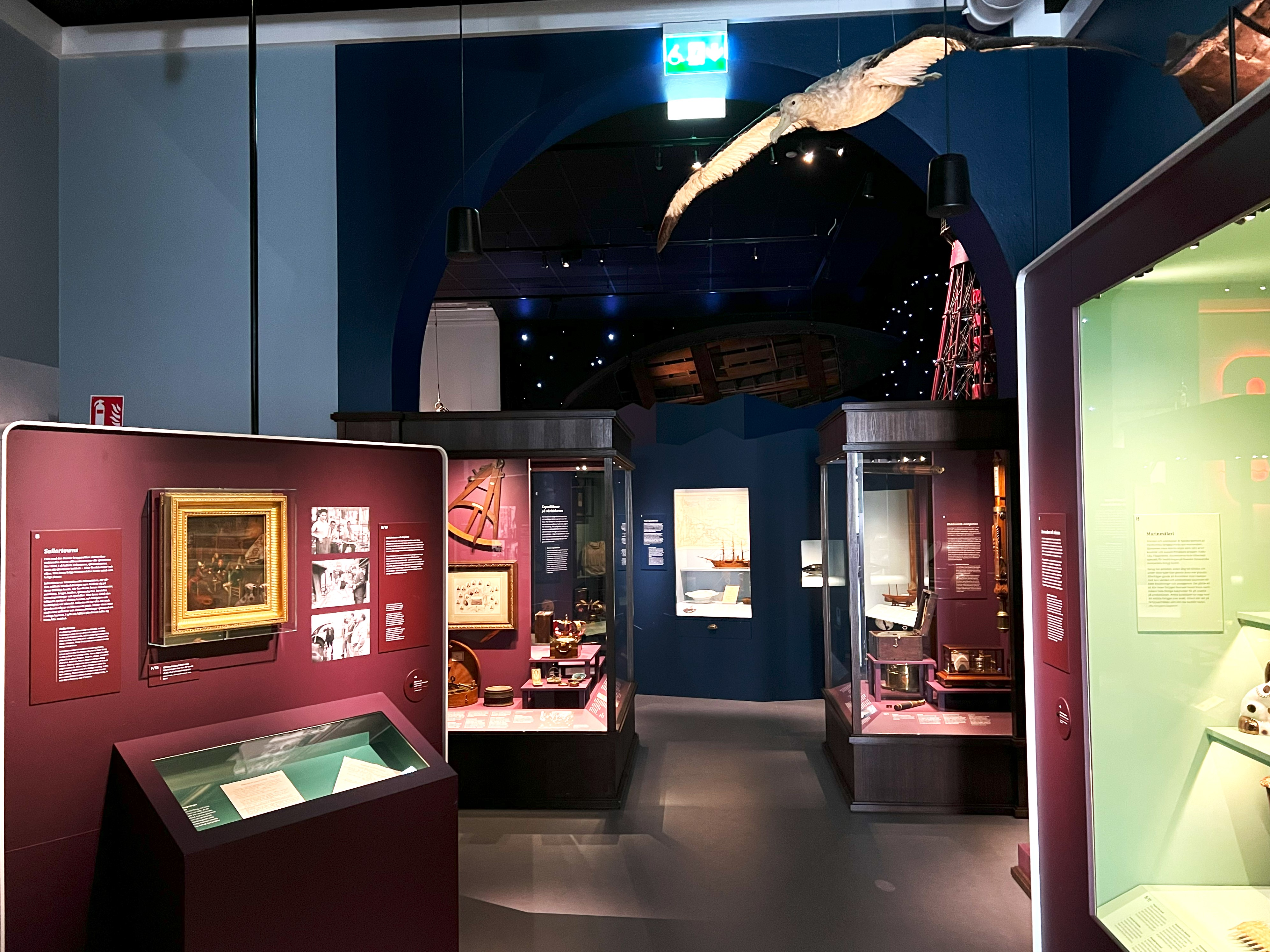
Föremål i basutställningen "Hav av historier"
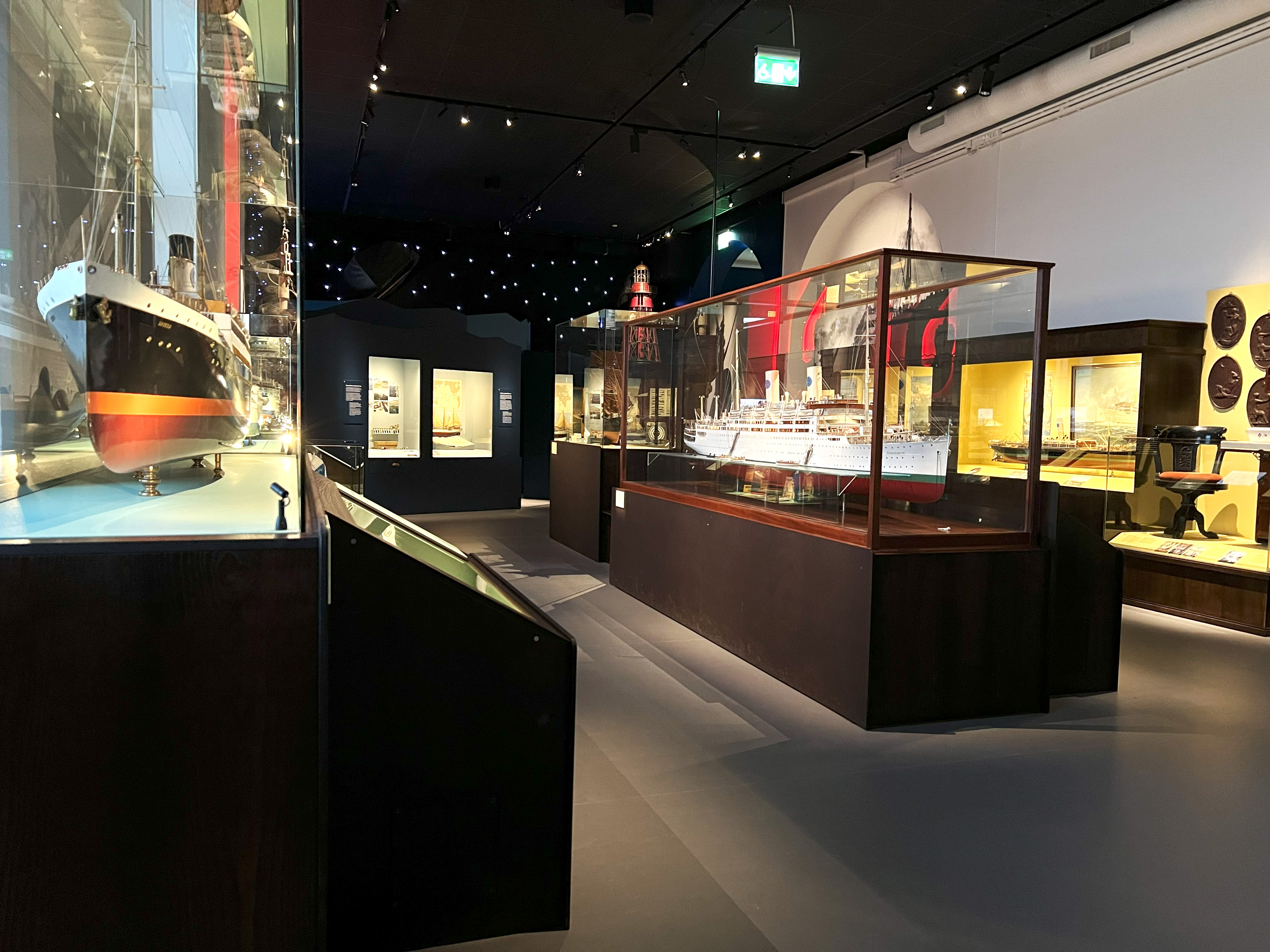
Modeller av fartygen S/S Suecia (1929) och M/S Kungsholm (1928)
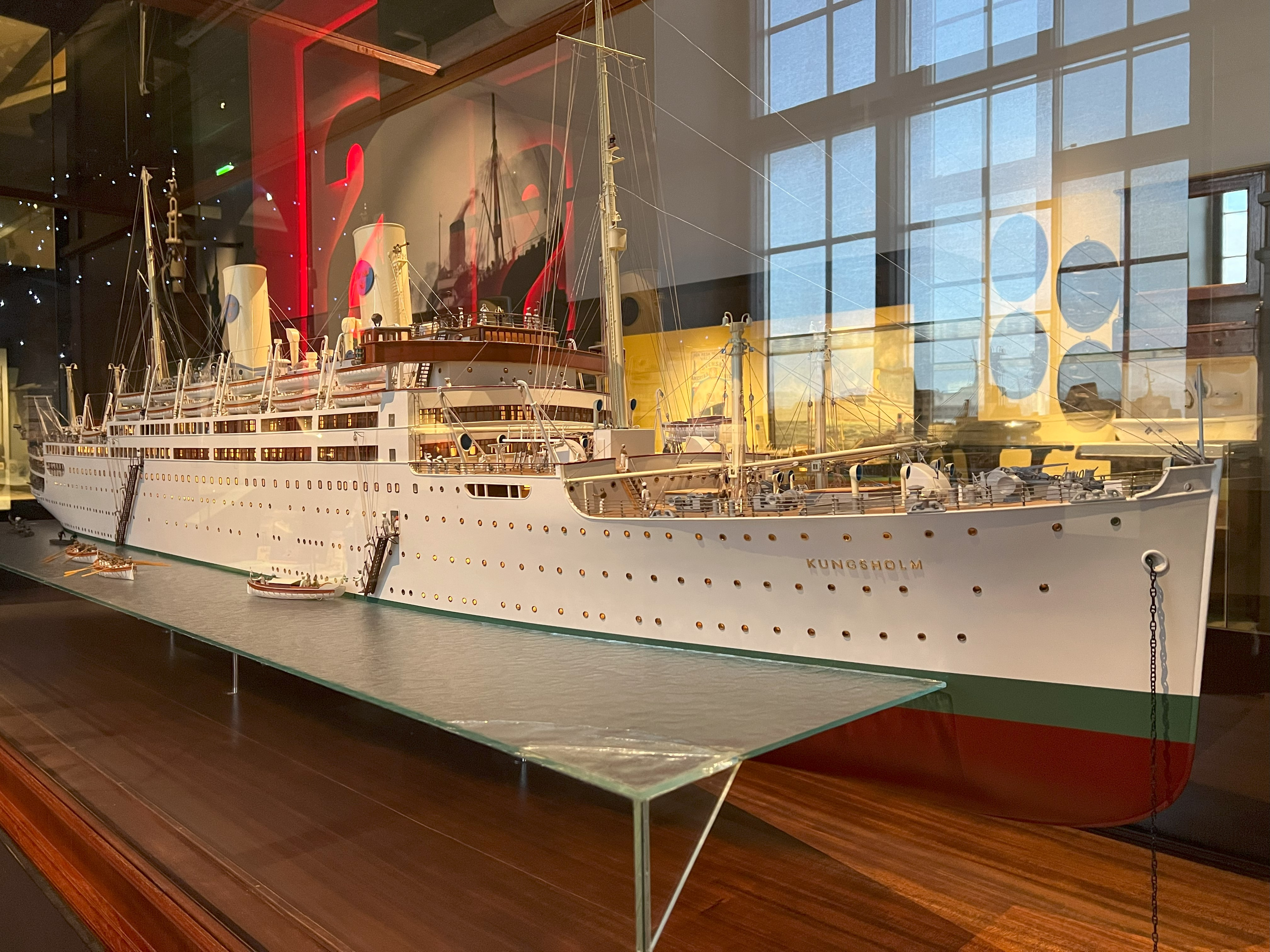
Modell av M/S Kungsholm (1928)
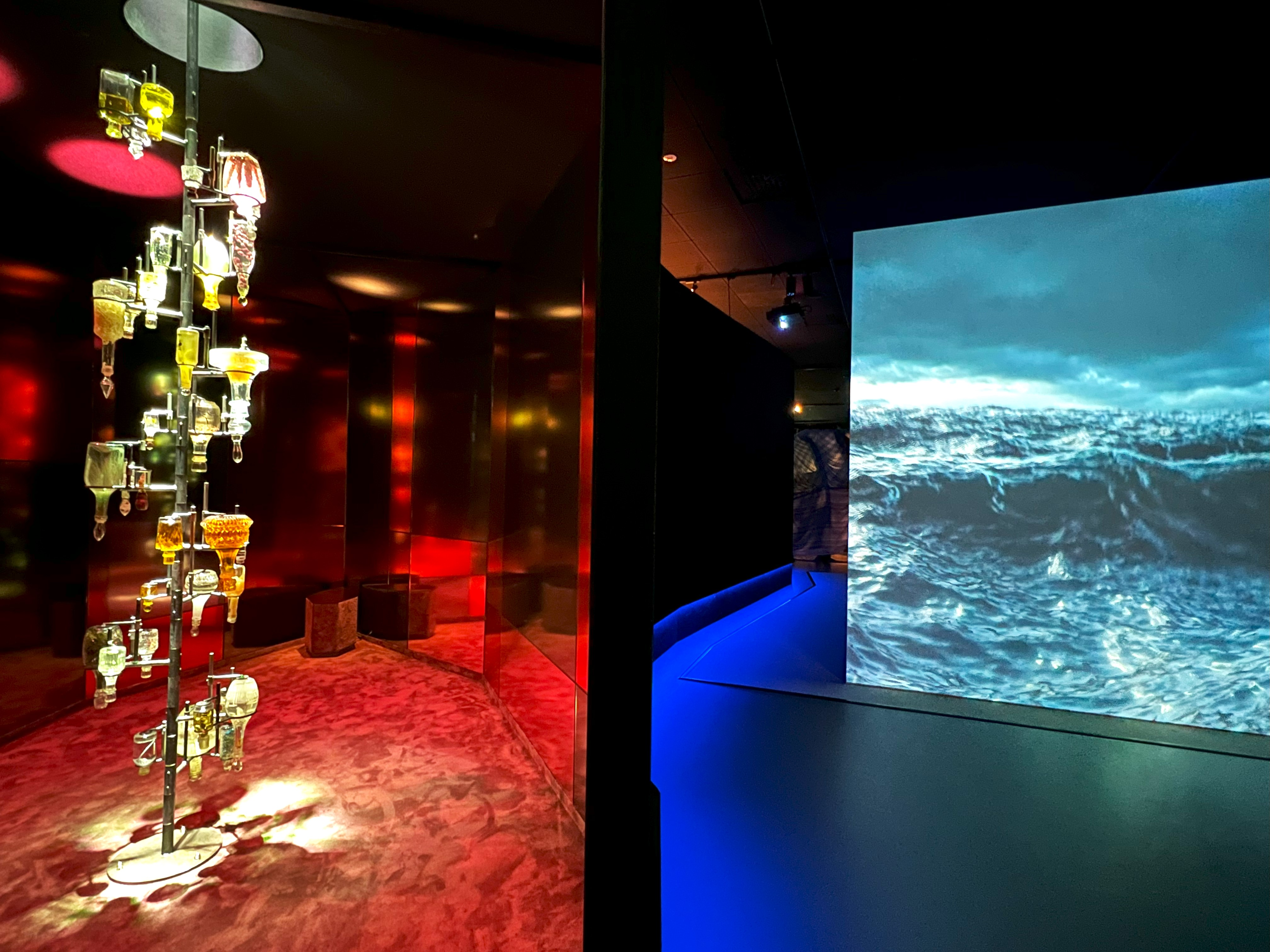
Delar av museets interaktiva basutställning "Stora blå"
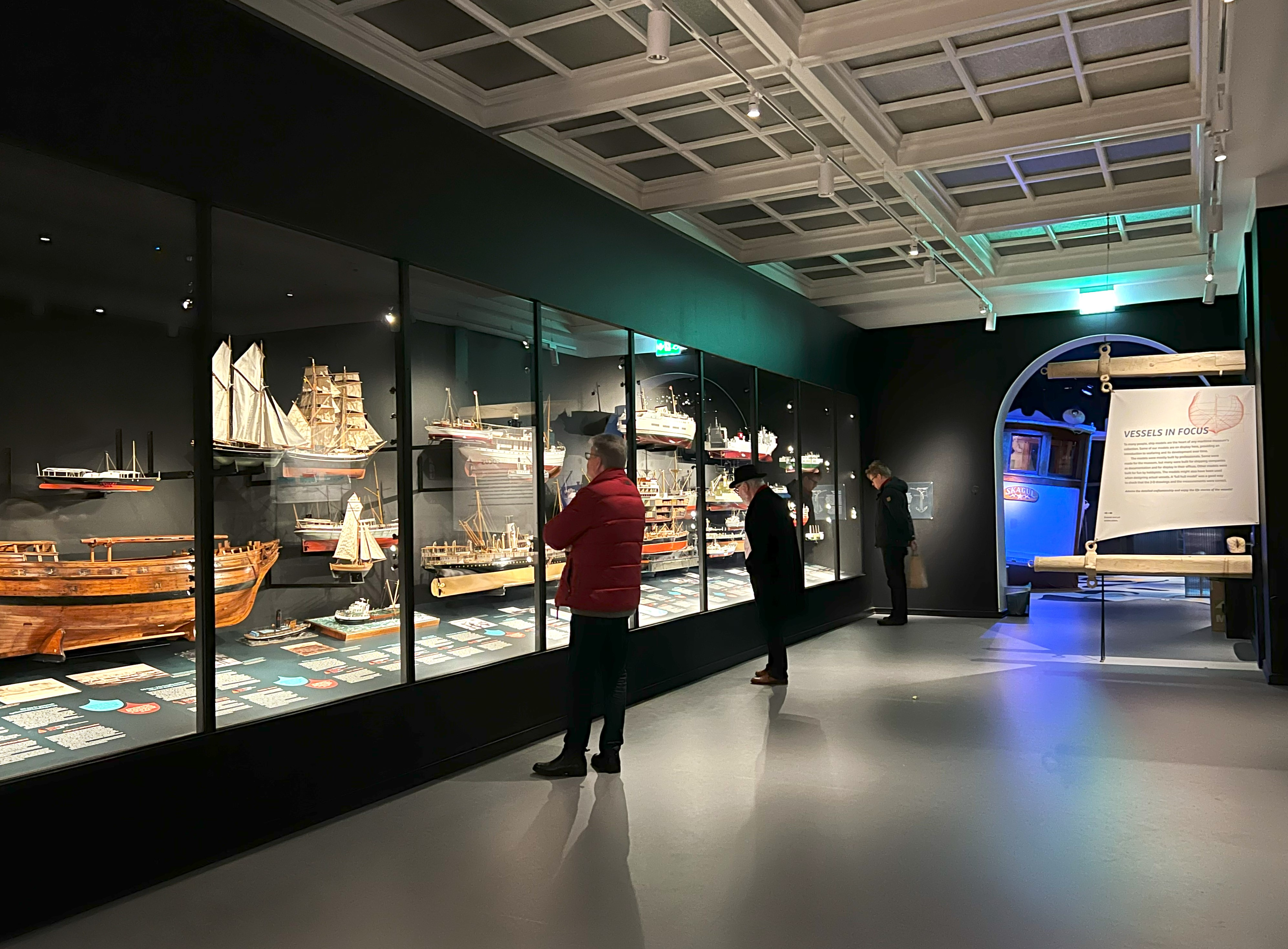
Fartygsmodeller på basutställningen "Fartyg i fokus"

## Akvariet
Akvariet bestod tidigare av en kallvattensdel och en tropisk del, med både akvarier och terrarier. Den tropiska delen stängdes under hösten 2002, och användes en tid för vanliga utställningar. År 2005 öppnades återigen den tropiska delen med nya akvarier. Våren 2008 renoverades den nordiska avdelningen (kallvattensdelen), där vattenreningssystemet fick ny utrustning och den publika delen målades om. Våren 2009 uppfördes en ny utställningsyta för tillfälliga utställningar i den tropiska avdelningen. I april 2009 öppnade utställningen "Historiens viktigaste upptäcktsresa?" som i anslutning till Darwin-året. 2009 gav såväl historiska som naturvetenskapliga ingångar till evolutionsteorin. Hösten 2009 uppfördes även en multimedia-studio framför klapptanken i den tropiska avdelningen med en läktare och flera olika dator- och videoskärmar.

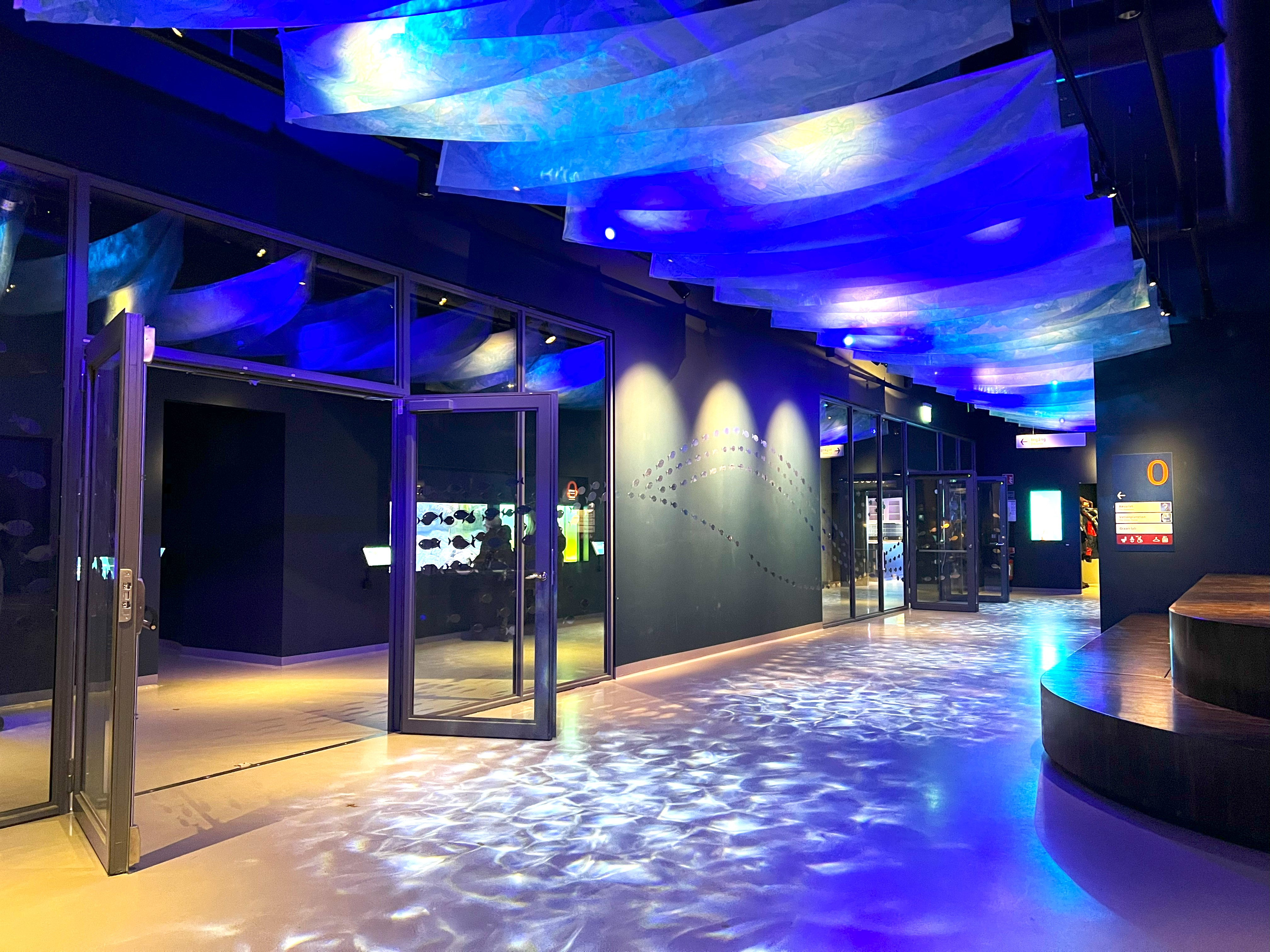
Entréhallen vid den underjordiska akvarieanläggningen.
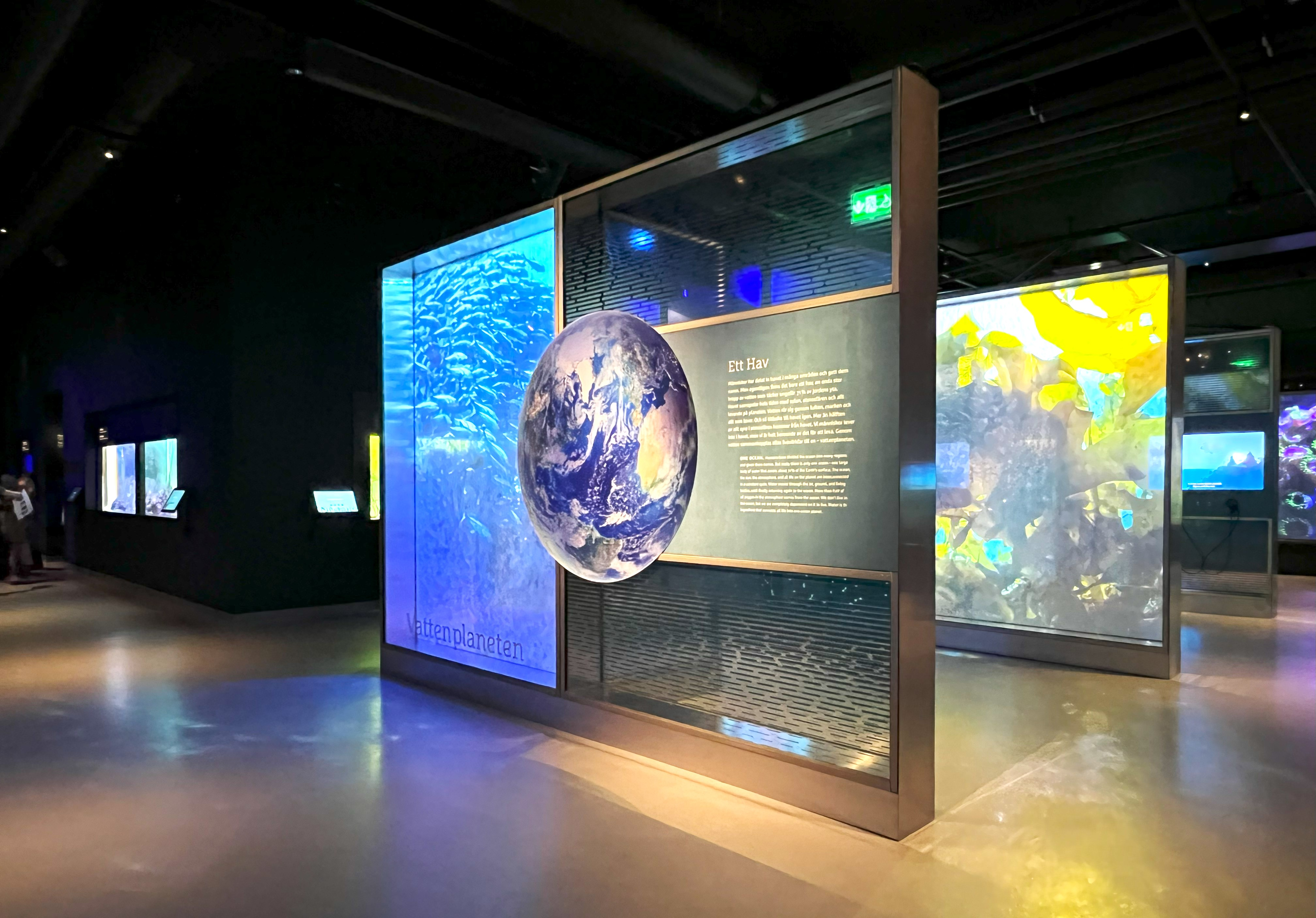
Utställningen "Vattenplaneten" i anslutning till akvarierna.
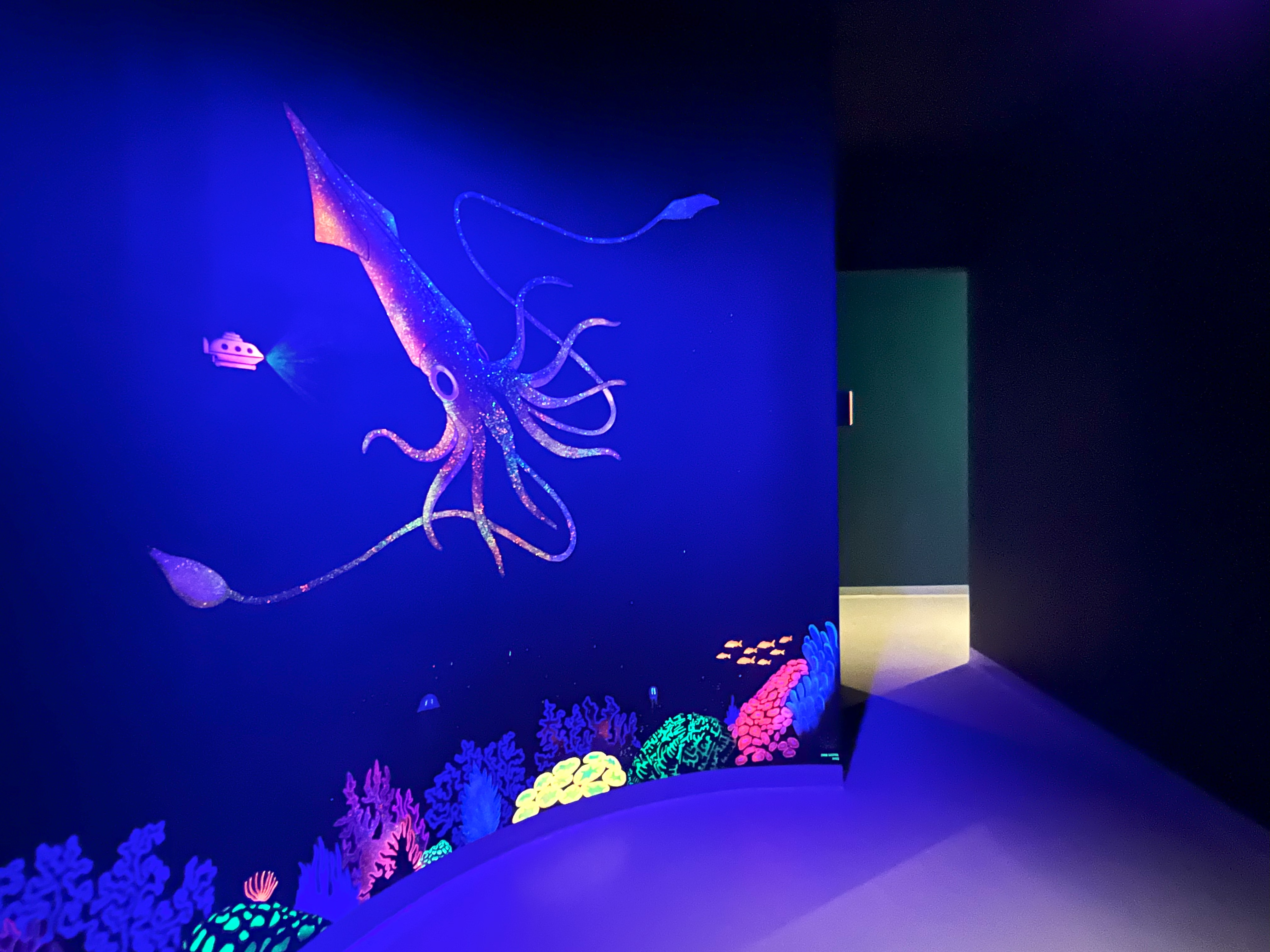
Utställningen "Vattenplaneten"
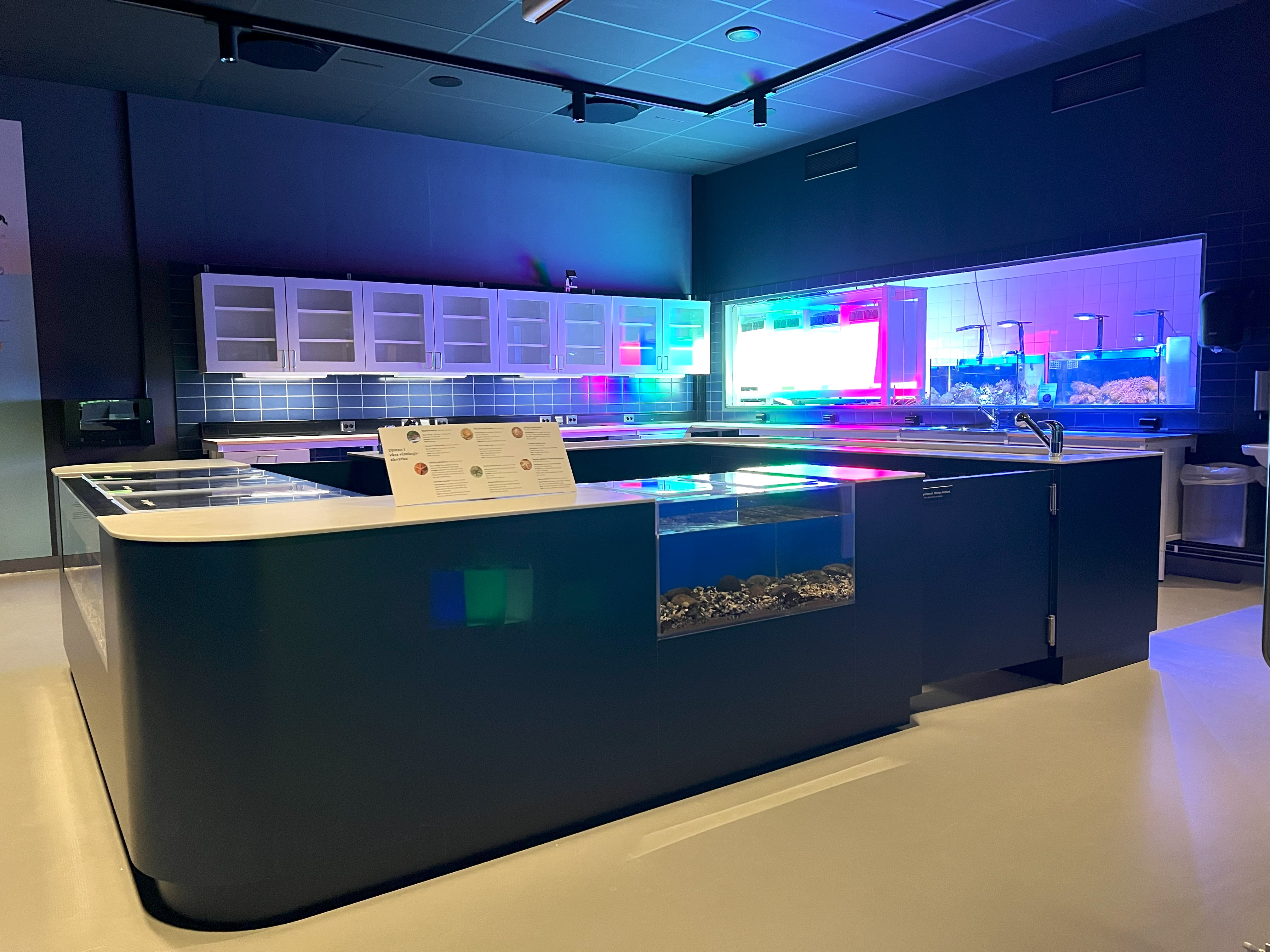
Forskningslaboratoriet "Ocean Lab" i anslutning till akvarierna.
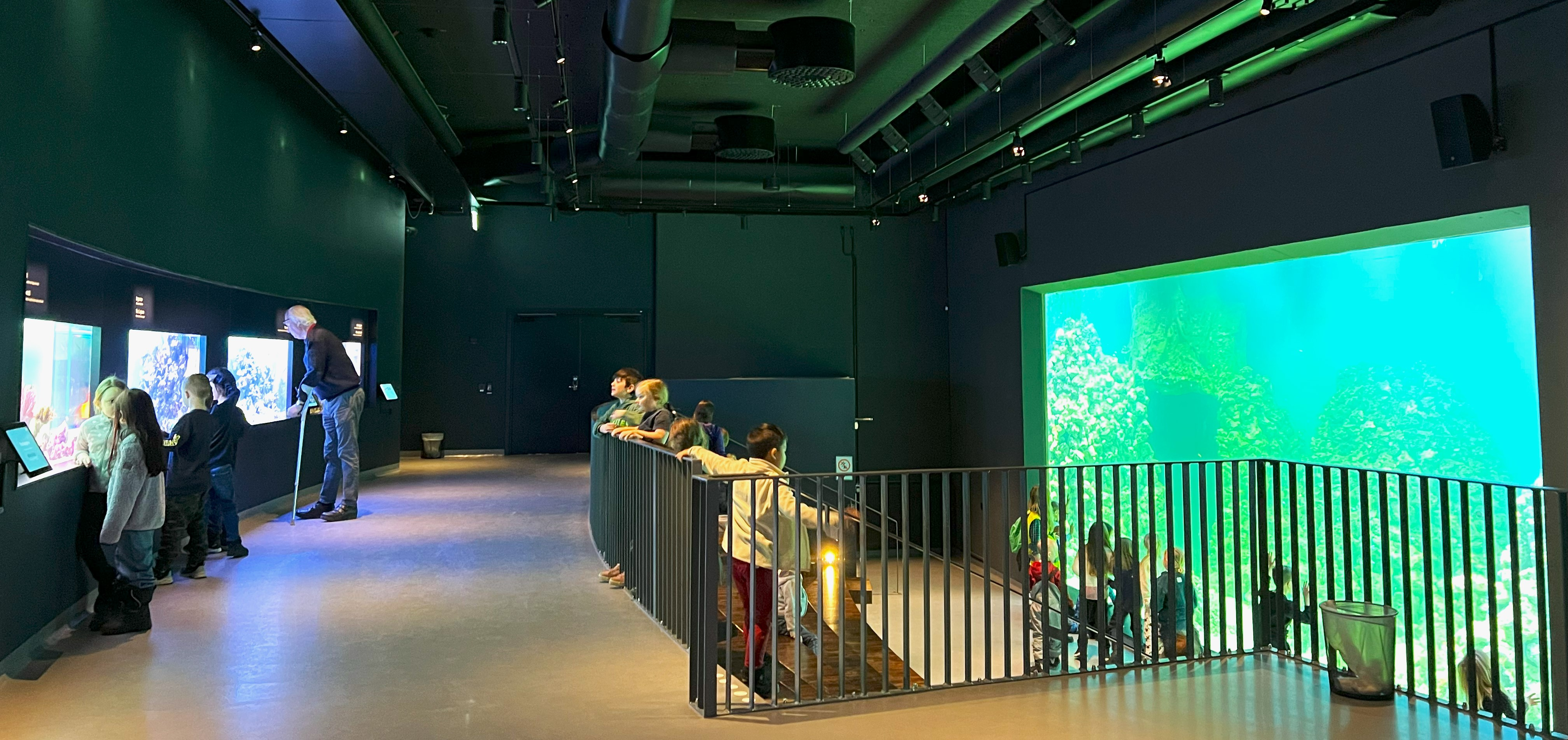
Akvariehallen. Till höger 400-liters akvariet "Korallhavet", med ett levande korallrev.
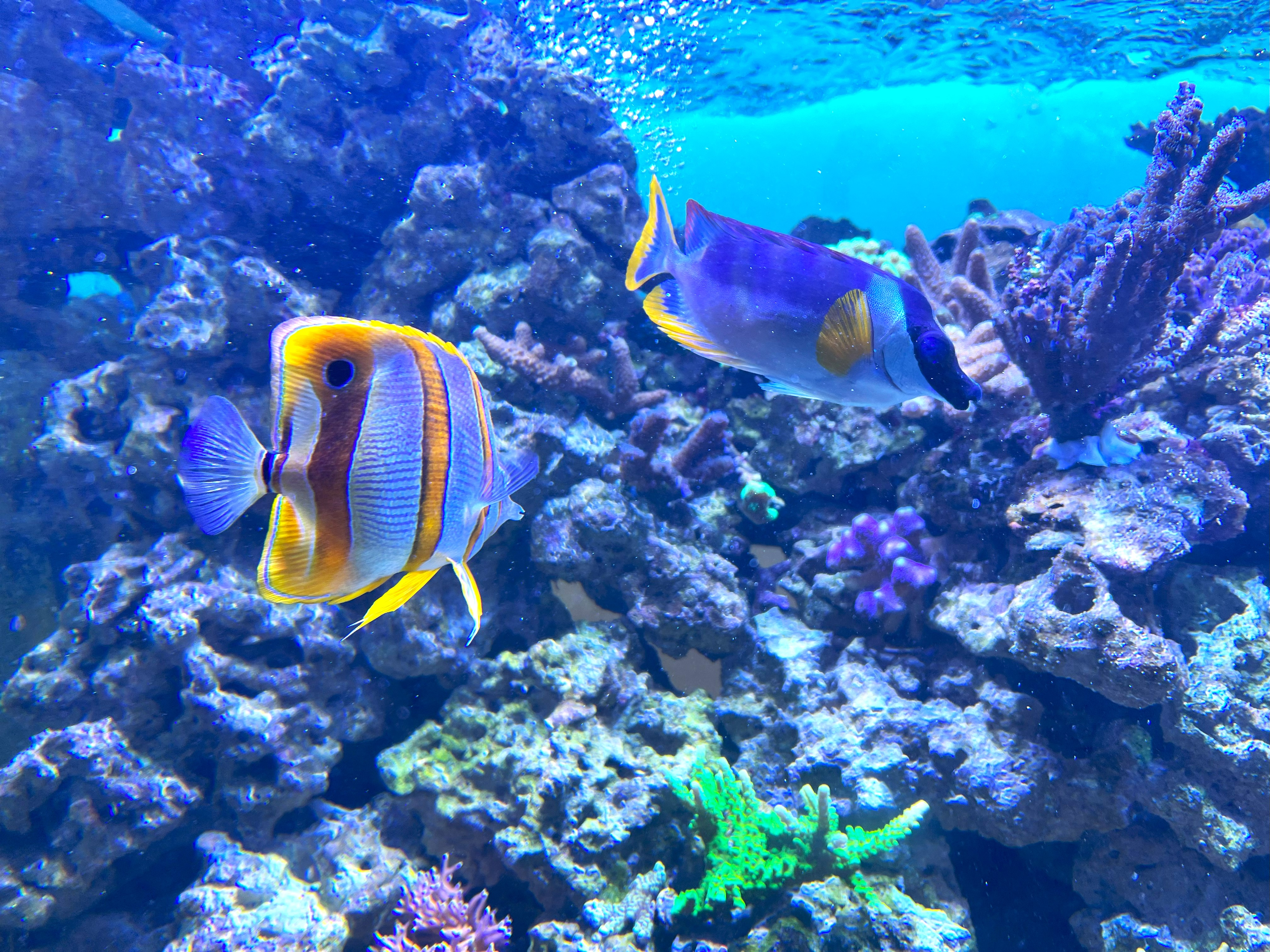
En pincettfisk och en kaninfisk i en av anläggningens cirka femton akvarier.